# Strzelce (gemeente)

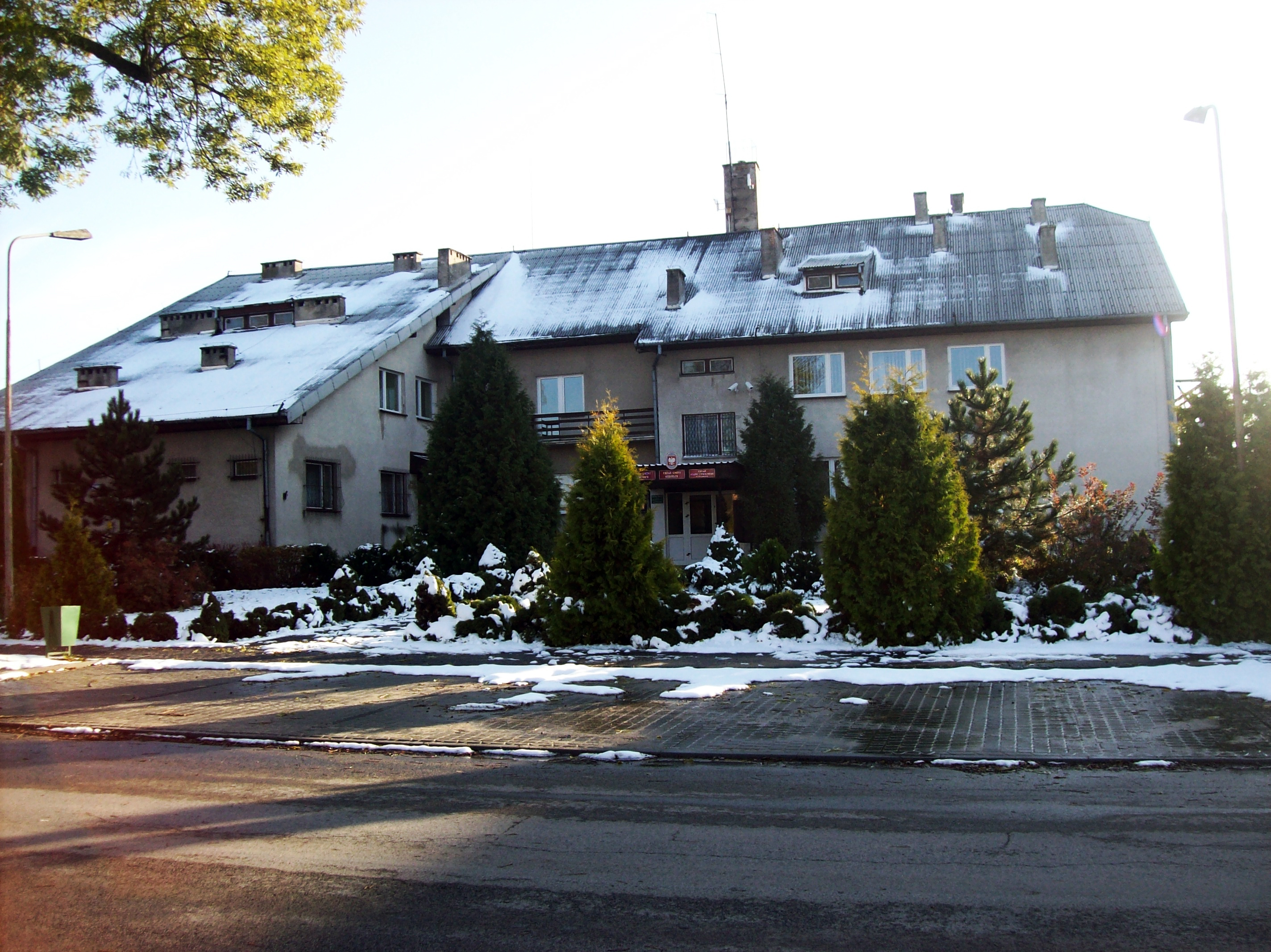
Gemeentehuis

De gemeente Strzelce is een landgemeente in het Poolse woiwodschap Łódź, in powiat Kutnowski.
De zetel van de gemeente is in Strzelce.
Op 30 juni 2004 telde de gemeente 4272 inwoners.

## Oppervlakte gegevens
In 2002 bedroeg de totale oppervlakte van gemeente Strzelce 90,11 km², waarvan:
- agrarisch gebied: 85%
- bossen: 8%

De gemeente beslaat 10,17% van de totale oppervlakte van de powiat.

## Demografie
Stand op 30 juni 2004:
| Omschrijving                   | Totaal | Totaal | Vrouwen | Vrouwen | Mannen | Mannen |
| ------------------------------ | ------ | ------ | ------- | ------- | ------ | ------ |
| eenheid                        | aantal | %      | aantal  | %       | aantal | %      |
| inwoners                       | 4272   | 100    | 2134    | 50      | 2138   | 50     |
| bevolkingsdichtheid (inw./km²) | 47,4   | 47,4   | 23,7    | 23,7    | 23,7   | 23,7   |

In 2002 bedroeg het gemiddelde inkomen per inwoner 1318,92 zł.

## Administratieve plaatsen (sołectwo)
Aleksandrów, Bociany, Dąbkowice, Długołęka, Karolew, Klonowiec Stary, Kozia Góra, Marianów, Muchnice Nowe, Muchnów, Niedrzaków, Niedrzew Pierwszy, Niedrzew Drugi, Przyzórz, Rejmontów, Siemianów, Sójki, Strzelce, Wieszczyce, Wola Raciborowska.

## Overige plaatsen
Bielawy, Dębina, Glinice, Holendry Strzeleckie, Janiszew, Marianka, Marianów Dolny, Marianów Górny, Muchnice, Niedrzakówek, Nowa Kozia Góra, Nowiny, Sójki-Parcel, Stara Kozia Góra, Strzelce Kujawskie, Szafranów, Wydziały, Zaranna, Zgórze, Żabiniec.

## Aangrenzende gemeenten
Gostynin, Kutno, Łanięta, Oporów, Szczawin Kościelny